# Лев Африканський
Лев Африканський (лат. Joannes Leo Africanus, італ. Giovanni Leone l'Africano), до хрещення — ал-Хассан бін Мухаммед ал-Ваззан (араб. الحسن بن محمد الوزان; бл. 1488 — бл. 1554) — арабський географ і мандрівник.

## Біографія
Народився в Гранаді, в мусульманській родині, яка залишила місто і переселилася в Марокко незабаром після взяття міста Кастилією в 1492. Жив у місті Фес, де навчався в університеті Аль-Карауїн. Будучи ще молодим юнаком, супроводжував батька в дипломатичній поїздці в Магриб, близько 1510 побував в Тімбукту, у той час частині західноафриканської імперії Сонгай і найбільшому економічному і культурному центрі Африки. Надалі з дипломатичними і торговельними подорожами відвідав більшість областей Марокко (включаючи важкодоступні гірські райони), розташовані посеред Сахари держави Борну, Нубію, берега озера Чад і багато інших африканських земель, які були досліджені європейцями лише в XIX столітті. Також, за власним твердженням, бував у Константинополі, Тунісі, Єгипті, Персії, на Аравійському півострові, де скоїв хадж у Мекку.
У 1518 був захоплений у полон поблизу острова Джерба сицилійським корсаром П'єтро Боваділья і обернений в рабство. Його відвезли спочатку в Неаполь, потім у Рим, де він разом з так званою жирафою Медічі був подарований папі Леву X Медічі, синові Лоренцо Медічі. Протягом року він містився в замку Святого Ангела, де три єпископи наставляли його в католицькій вірі. 6 січня 1520 він був хрещений в соборі Святого Петра самим папою і прийняв його імена — Іван та Лев.
Перебуваючи під заступництвом Лева X, він викладав арабську мову в Болоньї і написав (італійською мовою, яку дуже швидко опанував) головний свій твір, «Опис Африки і пам'яток, які в ній є» (італ. Della descrittione dell'Africa et delle cose notabli che ivi sono; завершений, згідно із зауваженнями в тексті, 10 березня 1526 в Римі). Також Леву Африканському належить ряд інших праць («Арабсько-єврейсько-латинський словник», «Про мужів, які вважалися знаменитими в арабів»), багато відомі лише за назвами і вважаються втраченими.
Наступник Лева X Адріан VI позбавив Лева Африканського підтримки, що, мабуть, сприяло його від'їзду назад в Африку близько 1528. Подальша доля його маловідома; є відомості, що він знову прийняв іслам і помер у Тунісі близько 1550.

## Опис Африки

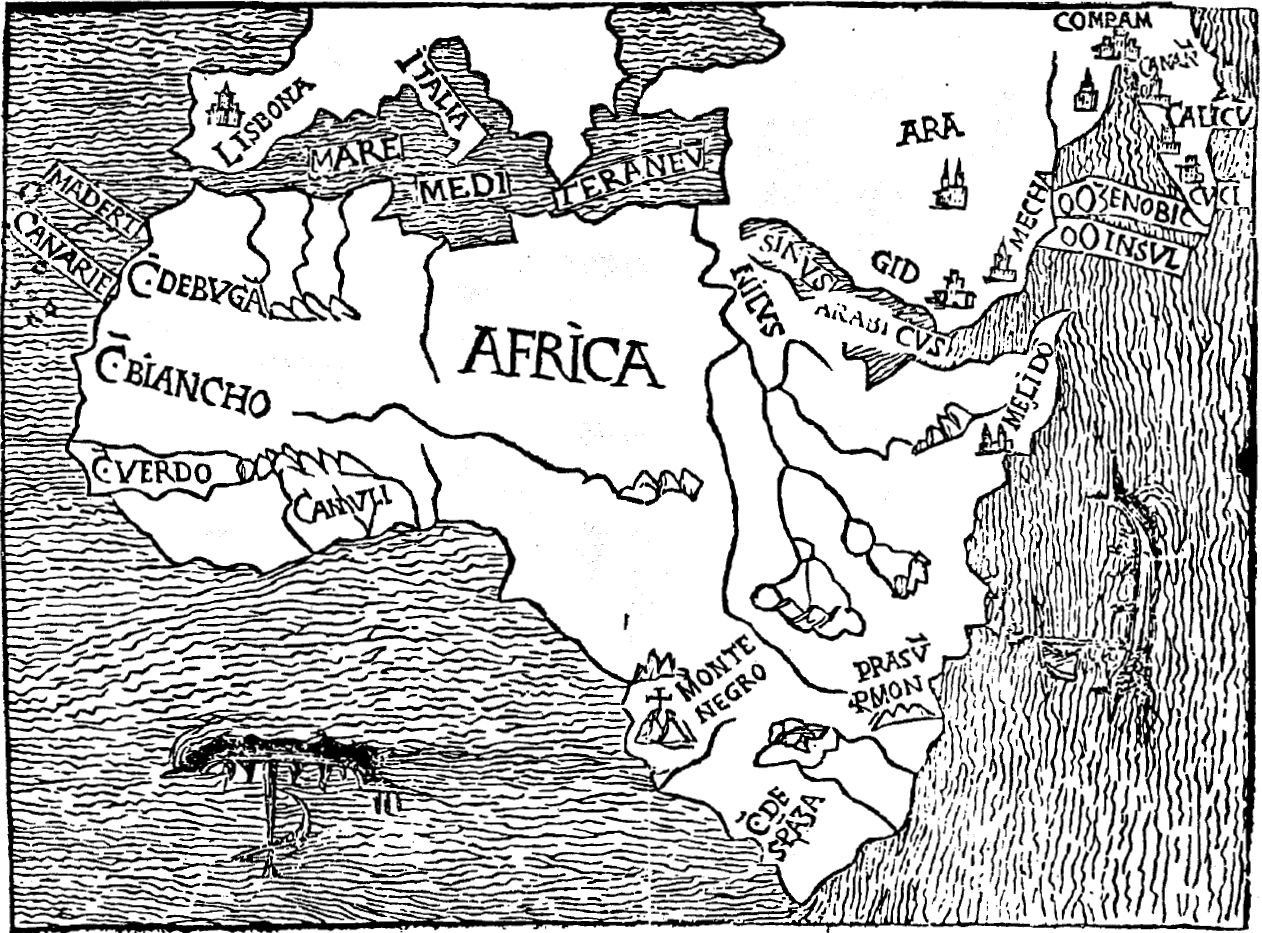
Карта Африки 1508 року

Головна праця Лева Африканського «Про опис Африки і про визначні речі, які там є», що протягом більш ніж 20 років поширювалася в рукописі, була видана венеціанським космографом Джованні Баттіста Рамузіо в 1550 і протягом трьох століть неодноразово перевидавалася і перекладалася, служила європейцям головним джерелом відомостей про країни Північної Африки і землі на південь від Сахари. Автор посилається на величезну кількість джерел (як арабських, так і античних). При цьому він рясно використовує відомості, здобуті ним самим під час подорожей, і розповідає про власне життя («Опис Африки» служить чи не єдиним джерелом біографії Лева Африканського). Автор наводить численні географічні та етнографічні подробиці, які отримали наукове підтвердження в XIX столітті, докладно описує як побут і звичаї народів Африки, так і природу відвіданих ним земель. Праця Лева Африканського є унікальною пам'яткою, як арабської, так і європейської географії.

## У художній літературі
Доля Лева Африканського — в центрі однойменного роману лівано-французького письменника Аміна Маалуфа.